# 稠密集合
数学の位相空間論周辺分野において、位相空間 X の部分集合 A が X において稠密（ちゅうみつ、英: dense）であるとは、X の各点 x が、A の元であるか、さもなくば A の集積点であるときにいう。イメージで言えば、X の各点が A の中か、さもなくば A の元の「どれほどでも近く」にあるということを表している。例えば、有理数は実数の稠密集合である。なぜなら任意の実数は、有理数であるか、さもなくばどれほどでも近い有理数をとることができるからである（ディオファントス近似も参照）。

## 厳密な定義
位相空間 X の部分集合 A が X において稠密であるとは、X の各元 x に対し、x の任意の近傍が A の元を少なくとも一つ含むことをいう。同じことだが、A が X において稠密であるのは、A を含む X の閉集合が X 自身しかないときであり、かつそのときに限る。これは A の閉包 A が X に一致すると言ってもよい。あるいは、A の補集合の内部が空であるともいえる。
位相空間 X の稠密度 (density) とは、X の稠密部分集合の最小濃度をいう。

## 距離空間における稠密性
距離空間の稠密集合には、別な定義の仕方もある。X の位相が距離によって誘導されるものであるとき、X の部分集合 A の閉包 A は A および A 内の極限点全体の成す集合との和
{\displaystyle {\overline {A}}=A\cup \{\ \lim _{n}a_{n};\ a_{n}\in A\ \ \forall \ n\geq 0\ \}}
で与えられる。このとき、A が X において稠密であるとは A = X を満たすことをいう。ここで、
{\displaystyle A\subset \{\ \lim _{n}a_{n};\ a_{n}\in A\ \ \forall \ n\geq 0\ \}}
であることに注意。
{Un} を完備距離空間 X の稠密開集合列とすると、
{\displaystyle \bigcap _{n=1}^{\infty }U_{n}}
もまた X において稠密である。この事実は、ベールの範疇定理の同値な表現の一つである。

## 例
実数全体の成す集合に通常の位相を入れたℝは、有理数全体の成す集合ℚを可算稠密部分集合としてもつ。このことから、位相空間の稠密部分集合の濃度はもとの空間自体の濃度よりも真に小さくなりうる。同じく無理数の全体も別な稠密部分集合を成すから、位相空間はいくつか異なる、また互いに素な稠密部分集合を持ちうる。
ワイエルシュトラスの近似定理によれば、閉区間 [a, b] 上の任意の複素数値連続函数は適当な多項式函数によって一様に近似することができる。これを言い換えれば、[a, b] 上の多項式函数全体の成す集合は、複素数値連続函数全体の成す集合 C([a, b]; ℂ) の部分集合として稠密である（位相は上限ノルムの誘導する位相）。
任意の距離空間はその完備化の中で稠密である。

## 性質
任意の位相空間は自身の部分集合として稠密である。集合 X に離散位相を入れたものは、全体集合 X がその唯一の稠密部分集合となる。集合 X に密着位相を入れたものは、空でない全ての部分集合が稠密になり、逆に空でない任意の部分集合が稠密となるような位相空間は密着空間でなければならない。
稠密性は推移的である。すなわち、位相空間 X の部分集合 A, B, C (A ⊆ B ⊆ C) で、A が B の、B が C のそれぞれ（相対位相に関する）稠密部分集合であるならば、A は C において稠密になる。
稠密部分集合の全射な連続写像による像はふたたび（写像の終域における）稠密部分集合となる。特に、位相空間の稠密度は位相不変量（topological invariant）である。
連結な稠密部分集合を持つ位相空間は、必然的にそれ自身連結になる。
ハウスドルフ空間の中への連続写像は、その稠密部分集合における値によって決定される。すなわち、二つの連続写像 f, g: X → Y をハウスドルフ空間 Y への写像で、X の稠密部分集合上一致するならば、X の全域において一致する。

## 関連概念
位相空間 X の部分集合 A の点 x が、X における A の極限点（limit point）であるとは、x の任意の近傍が x 以外に少なくとも一つ A の元を含むときにいう。さもなくば、x を A の孤立点（isolated point）という。孤立点を持たない部分集合は自己稠密（dense-in-itself）であるという。
位相空間 X の部分集合 A が X において疎 (nowhere dense) であるとは、A がその上で稠密になるような X の近傍が存在しないことをいう。別な言い方をすれば、位相空間の部分集合が疎であるための必要十分条件は、その閉包の内部が空となることである。疎集合の補集合の内部は常に稠密である。また、閉疎集合の補集合は稠密開集合となる。
可算な稠密部分集合を持つ位相空間は可分（separable）であるという。位相空間がベール空間であるための必要十分条件は、それが可算個の稠密開集合の交わりが常に稠密となることである。位相空間が分解可能 (resolvable) であるとは、それが互いに素な二つの稠密部分集合の和となるときにいう。より一般に、位相空間が κ-分解可能であるとは、どの κ 個も互いに素であるような稠密部分集合の和にかけることをいう。
位相空間 X のコンパクト空間の稠密部分集合としての埋め込みは X のコンパクト化と呼ばれる。
位相線型空間 X, Y の間の線型作用素が稠密に定義されるとは、その定義域が X の稠密部分集合（で、その値域が Y の部分集合）であるときにいう。連続線型拡張も参照。
位相空間 X が超連結 (hyperconnected) であるための必要十分条件は、任意の空でない開集合が X において稠密になることである。位相空間が準最大 (submaximal) であるための必要十分条件は、その任意の稠密部分集合が開になることである。